# Lenguas semíticas orientales
Las lenguas semíticas orientales son un subgrupo de las lenguas semíticas, actualmente extinto. Las lenguas semíticas orientales incluyen el muy bien documentado acadio y el menos documentado eblaíta.
El acadio se habló en Akkad (y posteriormente mantenido como lengua culta siglos después de su extinción como lengua coloquial), sus descendientes más modernos son el antiguo asirio y el babilonio. Más al oeste en la ciudad de Ebla se documenta otra lengua oriental diferente el eblaíta.

## Clasificación interna
- Semítico oriental
  - Idioma akkadio
    - Dialecto asirio
    - Dialecto babilonio

  - Idioma eblaíta

- Datos: Q164273